# Leptalpheus
Leptalpheus (лат.) — род креветок из семейства раков-щелкунов. Род включает около 20 видов. 

## Распространение
Креветки рода Leptalpheus широко распространены в тропических и субтропических мелководных районах как западной Атлантики, так и индо-западной части Тихого океана.

## Описание
Мелкие креветки (около 1 см). Тело сжато; карапакс и брюшко плавно округлые, не килеватые; присутствует сердечная выемка. Лобная граница карапакса переходит в выступ, закрывающий глаза; роговица глаз видна спереди. Рострум отсутствует. Антеннулы длинные и хорошо развитые; стилоцерит короткий и тесно прижатый к базальному элементу на середине длины. Первая пара хелипед асимметричная, тонкая. Большая клешня обычно откинута назад. Вторая и пятая пары ног меньше третьих—четвёртых пар ног.

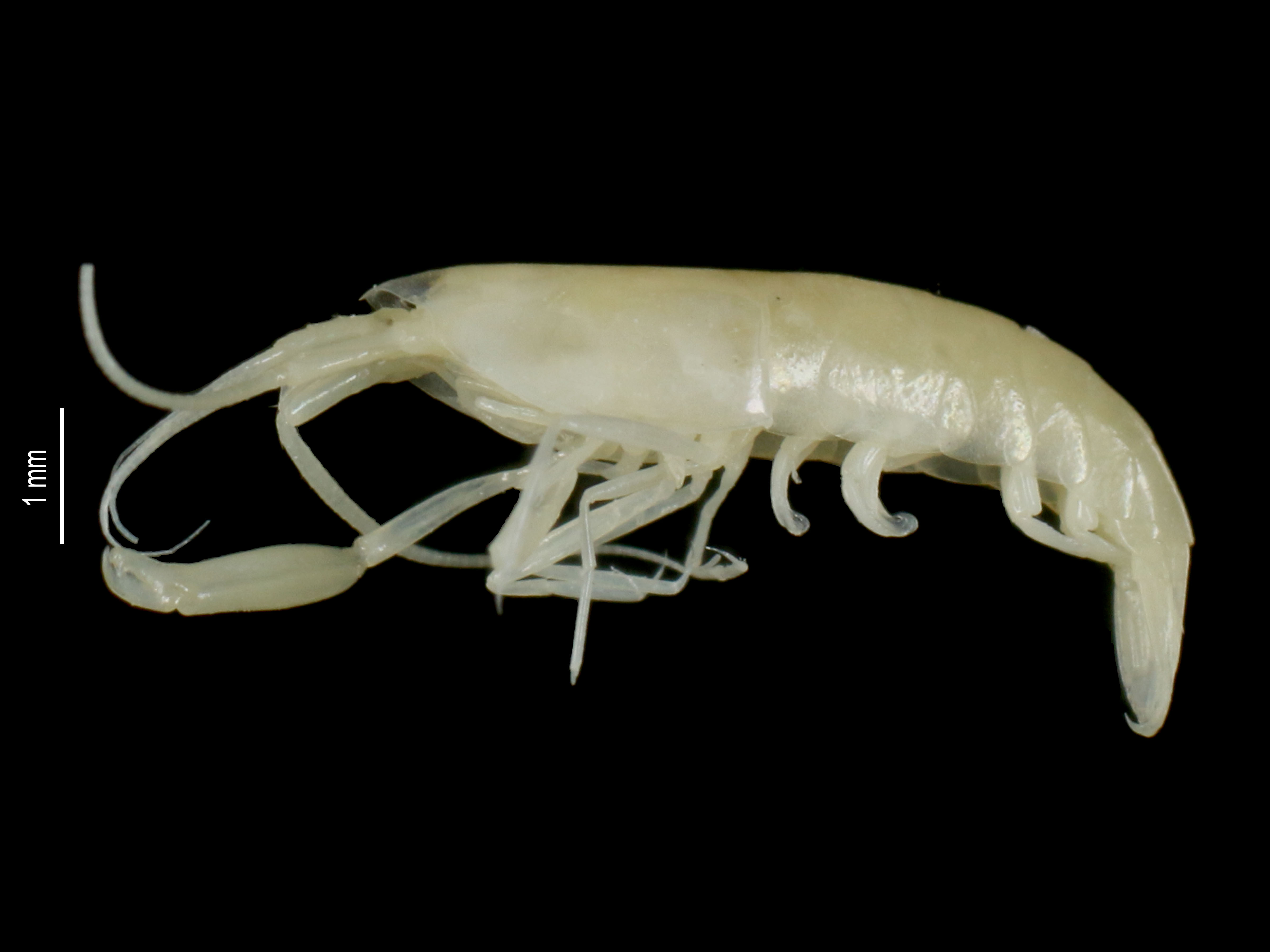
Leptalpheus azuero
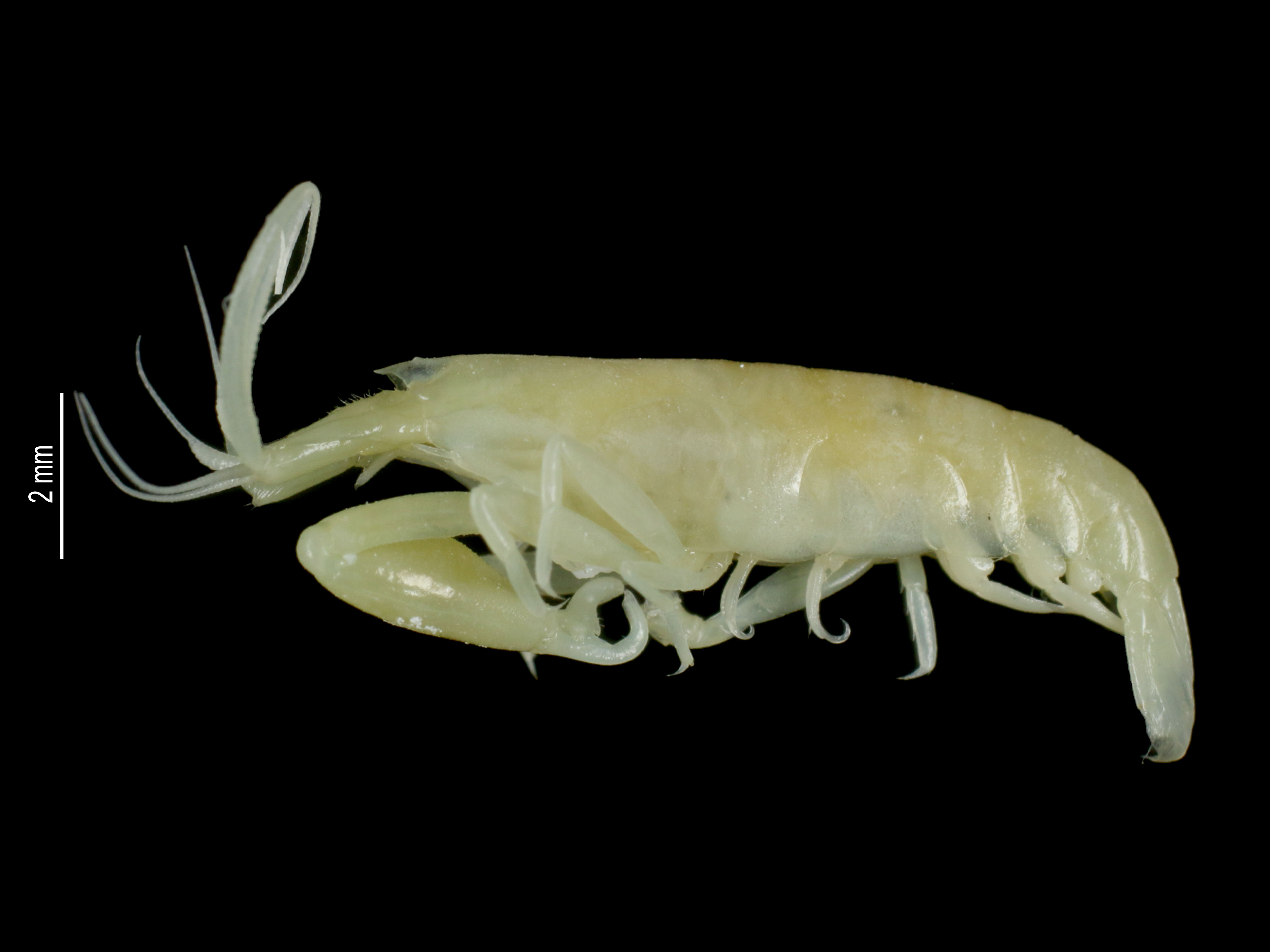
Leptalpheus bicristatus

## Классификация
Род включает около 20 видов.
- Leptalpheus ankeri Scioli et al., 2024[5]
- Leptalpheus axianassae Dworschak & VR Coelho, 1999
- Leptalpheus azuero Anker, 2011
  - = Leptalpheus canterakintzi Anker & Lazarus, 2015[6]
- Leptalpheus corderoae Salgado-Barrágan, Ayón-Parente & Hendrickx, 2014[7]
- Leptalpheus degravei Scioli et al., 2024[5]
- Leptalpheus denticulatus Anker & Marin, 2009
- Leptalpheus dworschaki Anker & Marin, 2009
- Leptalpheus felderi Anker, Vera Caripe & Lira, 2006
- Leptalpheus forceps Williams, 1965
- Leptalpheus hendrickxi Anker, 2011
- Leptalpheus lirai Vera Caripe, Pereda & Anker, 2021[8]
- Leptalpheus marginalis Anker, 2011
- Leptalpheus melendezensis Salgado-Barragán, Ayón-Parente & Zamora-Tavares, 2017[9]
- Leptalpheus mexicanus Ríos & Carvacho, 1983
  - =Leptalpheus bicristatus Anker, 2011
- Leptalpheus pacificus Banner & Banner, 1975
- Leptalpheus penicillatus Anker, 2011
- Leptalpheus pereirai Anker & Vera Caripe, 2016[2]
- Leptalpheus pierrenoeli Anker, 2008[10]
- Leptalpheus sibo Scioli et al., 2024[5]